# Long Creek, Oregon
Long Creek är en ort i Grant County i delstaten Oregon, USA.